# 乙支路洞
乙支路洞 （ウルチロドン、朝：을지로동）は、ソウル特別市中区にある行政洞。
なお、道路としての乙支路は「乙支路」を、法定洞としての乙支路は「乙支路 (法定洞)」を参照すること。

## 概要
乙支路洞は中区中部に位置している行政洞である。北は区境となっており、鍾路区と接している。東から南にかけては同じ中区の光熙洞、南は筆洞、西は明洞にそれぞれ接している。

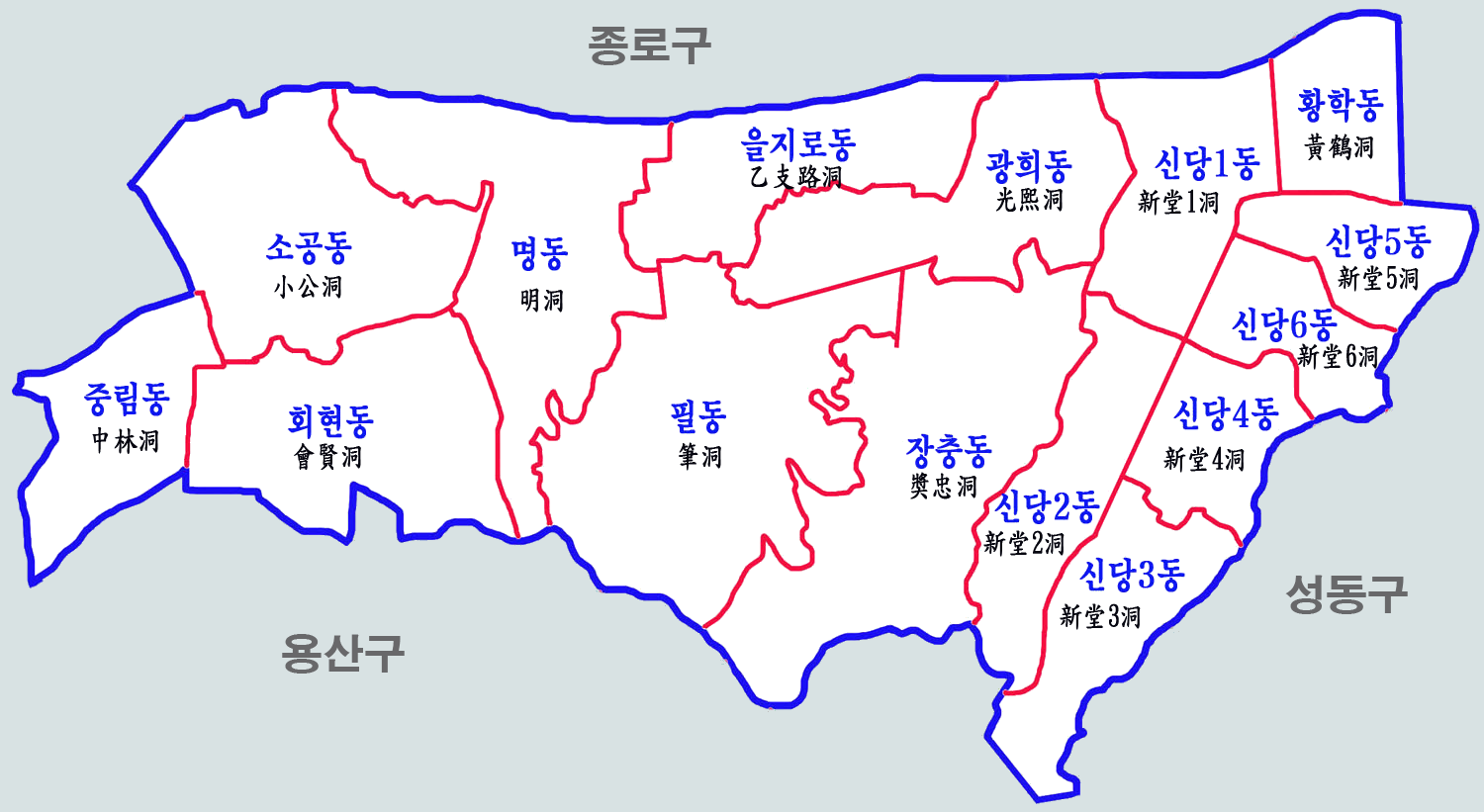
中区の行政洞

## 法定洞
管轄の法定洞は以下のとおりである。
- 乙支路4街 （ウルチロサガ、을지로4가）
- 乙支路5街 （ウルチロオガ、을지로5가）
- 舟橋洞 （チュギョドン、주교동）
- 芳山洞 （パンサンドン、방산동）
- 乙支路3街 （ウルチロサムガ、을지로3가）
- 笠井洞 （イプチョンドン、입정동）
- 山林洞 （サルリムドン、산림동）
- 草洞 （チョドン、초동）
- 仁峴洞1街 （イニョンドンイルガ、인현동1가）
- 苧洞2街 （チョドンイガ、저동2가）

## 交通
- 乙支路